# Soutelo (Chaves)
Soutelo é uma povoação portuguesa do Município de Chaves que foi sede da extinta Freguesia de Soutelo, freguesia que tinha 8,86 km² de área e 350 habitantes (2011), e, por isso, uma densidade populacional de 39,5 hab/km².
A Freguesia de Soutelo foi extinta em 2013, no âmbito de uma reforma administrativa nacional, tendo sido agregada à Freguesia de Seara Velha para formar uma nova freguesia denominada União das Freguesias de Soutelo e Seara Velha da qual é a sede.
O monumento central é o monumento dedicado ao Senhor da Saúde. As fontes principais sao a fonte das três bicas, a fonte fria, a fonte da lama verde e a fonte da laranjinha.
Cada ano, no segundo sábado do mês de agosto, realiza-se a festa do Senhor da Saúde.

## População
| Número de habitantes | Número de habitantes | Número de habitantes | Número de habitantes | Número de habitantes | Número de habitantes | Número de habitantes | Número de habitantes | Número de habitantes | Número de habitantes | Número de habitantes | Número de habitantes | Número de habitantes | Número de habitantes | Número de habitantes |
| -------------------- | -------------------- | -------------------- | -------------------- | -------------------- | -------------------- | -------------------- | -------------------- | -------------------- | -------------------- | -------------------- | -------------------- | -------------------- | -------------------- | -------------------- |
| 1864                 | 1878                 | 1890                 | 1900                 | 1911                 | 1920                 | 1930                 | 1940                 | 1950                 | 1960                 | 1970                 | 1981                 | 1991                 | 2001                 | 2011                 |
| 485                  | 504                  | 570                  | 518                  | 566                  | 498                  | 536                  | 570                  | 642                  | 657                  | 350                  | 431                  | 401                  | 384                  | 350                  |

(Obs.: Número de habitantes "residentes", ou seja, que tinham a residência oficial nesta freguesia à data em que os censos  se realizaram.)